# 32770 Starchik
32770 Starchik este un asteroid din centura principală de asteroizi.

## Descriere
32770 Starchik este un asteroid din centura principală de asteroizi. A fost descoperit pe 23 decembrie 1984 la Observatorul de Astrofizică din Crimeea de Liudmila Karacikina. Asteroidul prezintă o orbită caracterizată de o semiaxă mare de 2,24 ua, o excentricitate de 0,17 și o înclinație de 2,5° în raport cu ecliptica.